# Thysanoessa
Thysanoessa – rodzaj pancerzowców z rodziny Euphausiidae, do którego zalicza się 10 gatunków szczętek, małych organizmów żyjących w oceanach, tworzących zooplankton.

## Systematyka
Obecnie do rodzaju Thysanoessa zalicza się (ITIS):
- Thysanoessa gregaria G. O. Sars, 1885
- Thysanoessa inermis (Krøyer, 1846)
- Thysanoessa inspinata Nemoto, 1963
- Thysanoessa longicaudata (Krøyer, 1846)
- Thysanoessa longipes Brandt, 1851
- Thysanoessa macrura G. O. Sars, 1885
- Thysanoessa parva Hansen, 1905
- Thysanoessa raschii (M. Sars, 1864)
- Thysanoessa spinifera Holmes, 1900
- Thysanoessa vicina Hansen, 1911

## Rola w ekosystemach
W północnych wodach Morza Północnego niektóre gatunki rodzaju Thysanoessa (Thysanoessa inermis i T. longicaudata) są pierwszymi żywicielami pośrednimi larw nicieni Anisakis sp.. Dorsze atlantyckie lub inne gatunki ryb, które odżywiają się tymi szczętkami, mogą zarazić się w ten sposób tym nicieniem. Człowiek jak i inne zwierzęta drapieżne po spożyciu zarażonych pasożytem dorszy mogą zachorować na anisakiozę.